# Crkva Gospe od Ružarija u Kaštel Starom
Crkva Gospe od Ružarija u Kaštel Starome, ul. Ivana Danila, zaštićeno kulturno dobro

## Opis
Crkva Gospe od Ružarija u Kaštel Starom jednobrodna je građevina pravokutnog tlocrta s poligonalnom apsidom. Orijentirana je u smjeru sjever-jug, a smještena je sjeverozapadno od povijesne jezgre mjesta. Građena je u fazama od 1871. do 1939. kada je bila podignuta do visine vijenca. Dovršena je 1971. godine. Započeta je po projektu Vicka Danila u neobaroknom stilu. Istočno se na apsidu naslanja zvonik, a zapadno sakristija pravokutnog tlocrta. Crkva je građena pravilno klesanim kamenom plavkaste boje. Pročelje je artikulirano kamenim pilastrima. Unutrašnjost je podijeljena u tri lađe.

## Zaštita
Pod oznakom Z-3581 zavedena je kao nepokretno kulturno dobro - pojedinačno, pravna statusa zaštićena kulturnog dobra, klasificirano kao "sakralna graditeljska baština".

## Vanjske poveznice
|  | Zajednički poslužitelj ima još gradiva o temi Crkva Gospe od Ružarija u Kaštel Starom |